# 永安镇 (都安县)
永安乡，是中华人民共和国广西壮族自治区河池市都安瑶族自治县下辖的一个乡镇级行政单位。

## 行政区划
永安乡下辖以下地区：
永安村、安化村、八达村、安福村、坡烟村、安仁村、仁业村、安业村、安居村、安太村、安兰村、永吉村和安乐村。